# Clemente Morán
Clemente Morán (La Serena ? ; Santiago, 1800) religioso, escritor y poeta, chileno. A fines de la colonia fue uno de los primeros personajes públicos en manifestarse a favor de los ideales de la revolución francesa, los cuales posteriormente gatillarían el proceso independentista de Chile.

## Biografía
El Dr. Clemente Morán tenía un personalidad bastante polémica y algo grosera, demostraba gran talento para la poesía y la prosa, la cual utilizaba generalmente para atacar a personajes que no lograban congeniar con su carácter satírico.
A fines del siglo XVIII, siendo párroco del Sagrario (Chile) en La Serena y funcionario de la corona española, fue uno de los primeros personajes públicos y contemporáneo a los "Tres Antonios" en mostrarse a favor de la independencia de Chile. Morán entre 1791 y 1795 atrevidamente colocó pasquines en las puertas de las iglesias de La Serena haciendo un llamado a  seguir las ideas de la revolución francesa, lo que posteriormente le costaría un proceso en su contra llevado a cabo por el gobernador del reino Don Ambrosio O'Higgins, quien debió hacer suyas las medidas que estableció el subdelegado de La Serena en esa época. Clemente Morán fue trasladado a Santiago para seguirle un bullado pleito en que se le atribuyeron crímenes de "lesa majestad", la publicación de pasquines en la ciudad y escribir consignas sostenidas en ideas revolucionarias inspiradas en Francia. El asunto se llevó con delicado tino puesto que Morán era nada menos que el Sacristán Mayor de La Serena, un alto puesto en esa época. Finalmente resultó absuelto, pero fue obligado a permanecer en Santiago.
Uno de sus rivales, otro cura serenense llamado Fray Francisco de Borja Lopéz, le dedicó sendos versos que vaticinarían los últimos años del controvertido Clemente Morán.

"Y si esto mal te parece

ten una vida arreglada

sin meterte más en nada

que es lo que te pertenece"

Murió en Santiago en 1800, pobre de solemnidad, logrando por su doctorado canónigo, privilegio de ser sepultado en la catedral, donde aun luce su tumba.